# Problepsis discophora
Problepsis discophora là một loài bướm đêm trong họ Geometridae.